# Eryk Lipiński
Eryk Lipiński (ur. 12 lipca 1908 w Krakowie, zm. 27 września 1991 w Warszawie) – polski karykaturzysta, satyryk, dziennikarz, grafik, autor plakatów i ilustracji książkowych, tekstów kabaretowych i felietonów, książek o karykaturze i satyrze, także scenograf i Sprawiedliwy wśród Narodów Świata. Założyciel tygodnika satyrycznego „Szpilki” i Muzeum Karykatury.

## Życiorys
Urodził się 12 lipca 1908 w Krakowie, w rodzinie Teodora Rawicz Lipińskiego (1872–1932),  malarza, rysownika, karykaturzysty, kolekcjonera, i Jadwigi z Czartoryskich. Mieszkał wraz z rodziną w podwarszawskiej Zielonce. Na przełomie 1912/1913 wraz z rodziną przeprowadził się do Moskwy. W wieku sześciu lat lub w 1916 roku na konkursie w Moskwie zdobył III nagrodę za plakat „Polacy w trzech armiach zaborczych”. W wieku trzynastu lat, w 1921 wraz z rodziną powrócił do Polski i osiedlił się w Warszawie, gdzie pobierał nauki w Gimnazjum Państwowym im. Joachima Lelewela i II Gimnazjum Męskim Związku Nauczycielskiego Polskiego Szkół Średnich. Po ukończeniu sześciu klas porzucił szkołę i rozpoczął naukę w Szkole Sztuk Pięknych im. Wojciecha Gersona w Warszawie. Od roku 1933 studiował w warszawskiej Akademii Sztuk Pięknych u Tadeusza Pruszkowskiego (malarstwo), Edmunda Bartłomiejczyka (grafikę użytkową), Bonawentury Lenarta (liternictwo i typografię) oraz Władysława Daszewskiego (scenografię). Studia ukończył w 1939 roku.
Jako karykaturzysta zadebiutował w roku 1928 w wydawanym przez PPS tygodniku „Pobudka”. Na początku lat 30. współpracował dorywczo z „Gazetą Warszawską”, „Wiadomościami Turystycznymi”, tygodnikiem „Stadion” oraz „Sygnałami”. W 1934 roku zaczął rysować dla „Tygodnika Robotnika”, będącego jednym z organów PPS. Wraz ze Zbigniewem Mitznerem w 1935 roku założył tygodnik satyryczny „Szpilki”, gdzie m.in. ośmieszał antysemityzm, za co został skazany na trzy miesiące więzienia w zawieszeniu na dwa lata. Był redaktorem naczelnym „Szpilek” w latach 1935–1937 i po wojnie od roku 1946 do 1953. Pod koniec 1935 roku wraz z Andrzejem Rubinrotem założył nieformalną spółkę koleżeńską, sygnującą swe wspólne projekty skrótem "andr-erl", która współpracowała z Wydawnictwem Mrówka, Wydawnictwem Ferdynanda Hoesicka oraz Instytutem Wydawniczym „Renaissance”.
W latach 30. projektował także plakaty, okładki książek, okładki czasopism („Scena Polska”), reklamy, znaki firmowe (dla AZS, firm Tobis i Pepeo) i winiety do czasopism (m.in. „Szpilek”). Do grona jego klientów należała znana firma Bracia Jabłkowscy oraz firma Pluton, dla której zaprojektował wiele ogłoszeń prasowych oraz opakowań na kawę i herbatę. Był także twórcą stoiska tej firmy na Targach Poznańskich w 1937 roku.
12 sierpnia 1940 roku został zatrzymany wskutek łapanki. Był więźniem o numerze 2022 obozu Auschwitz, który opuścił pod koniec 1940 roku dzięki staraniom żony i znajomego. Po powrocie do Warszawy działał w konspiracji i zajmował się fałszowaniem dokumentów. Podczas okupacji niemieckiej wspólnie z ówczesną żoną Anną Gosławską-Lipińską udzielał schronienia w swoim mieszkaniu przy ul. Puławskiej 1 warszawskim Żydom. Między wiosną 1940 a jesienią 1942 roku Lipińscy ukrywali Wilhelma Winda, poetę, dziennikarza, aktora, popularnego członka Wesołej Lwowskiej Fali. W 1941 roku Lipiński wyprowadził z warszawskiego getta Nosanowicza, znajomego sobie fotografa i umieścił go w kryjówce przy ul. Miodowej. W 1942 roku, gdy mieszkał na Chmielnej 35 udzielił pomocy materialnej Jakubowi Bickelsowi, gdy ten stracił dokumenty. Jesienią tego samego roku został aresztowany i skazany na cztery miesiące pobytu w mokotowskim więzieniu na ul. Rakowieckiej za nabycie fałszywej przepustki do getta. W 1943 roku udzielił schronienia plastyczce Oldze Siemaszkowej (Binder). Udzielił też pomocy malarce Irenie i Stanisławowi Kuczborskim. Został poproszony przez parę o udzielenie schronienia Maryli Spielrein, jej synowi Ryszardowi i nieletniej córce, co uczynił. Wybuch powstania warszawskiego zastał i unieruchomił go razem z Olgą Siemaszko na Saskiej Kępie. W połowie sierpnia 1944 roku Lipiński znalazł się w niemieckim obozie przejściowym Dulag 121, gdzie pracował jako noszowy. Tamże pomagał w ucieczce ludziom kultury, podrabiając skradzionymi ołówkami podpisy niemieckich lekarzy z komisji obozowej. Pod koniec okupacji niemieckiej Lipińscy mieszkali w Częstochowie i prowadzili zakład krawiecki.
W 1945 roku pełnił kierownictwo artystyczne „Czytelnika” w Łodzi, następnie był korespondentem na procesie norymberskim.
W latach 1945–1948 należał do PPR, a od 1948 roku do PZPR.
Współpracował jako rysownik, ilustrator i grafik m.in. z takimi czasopismami, jak „Mucha”, „Przekrój”, „Karuzela”, „Literatura”, „Zwierciadło”, „Polska”, „Stolica”, „Świat”, „Świerszczyk”, „Przegląd Kulturalny”, „Panorama”, „Express Wieczorny” oraz „Trybuna Ludu”. Jego „Otek” – karykatura Ottona Axera, przyjaciela Eryka Lipińskiego – pojawiał się w latach 60. w różnych wcieleniach na ostatniej stronie „Przekroju”. W drugiej połowie lat 50. był autorem czołówki do telewizyjnego Teatru Sensacji „Kobra”. Związany z kabaretem „Dudek”, gdzie w latach 1965–1975 był scenografem i autorem tekstów oraz robił plakaty do wszystkich programów tego kabaretu.
Dokonania i sukcesy w polskiej sztuce plakatu sprawiły, że stał się również inicjatorem, komisarzem i uczestnikiem I Międzynarodowego Biennale Plakatu w Warszawie w 1966 roku. W 1978 roku założył Muzeum Karykatury w Warszawie. Był jego pierwszym dyrektorem, funkcję tę sprawował do śmierci w 1991. W 1987 roku założył Stowarzyszenie Polskich Artystów Karykatury (SPAK), którego był pierwszym prezesem.
W 1980 roku był jednym z założycieli Społecznego Komitetu Opieki nad Cmentarzami i Zabytkami Kultury Żydowskiej w Polsce, od 1981 roku jego prezes. 
Zmarł w Warszawie, pochowany na cmentarzu Wojskowym na Powązkach (kwatera A3 tuje-1-36).

## Życie prywatne

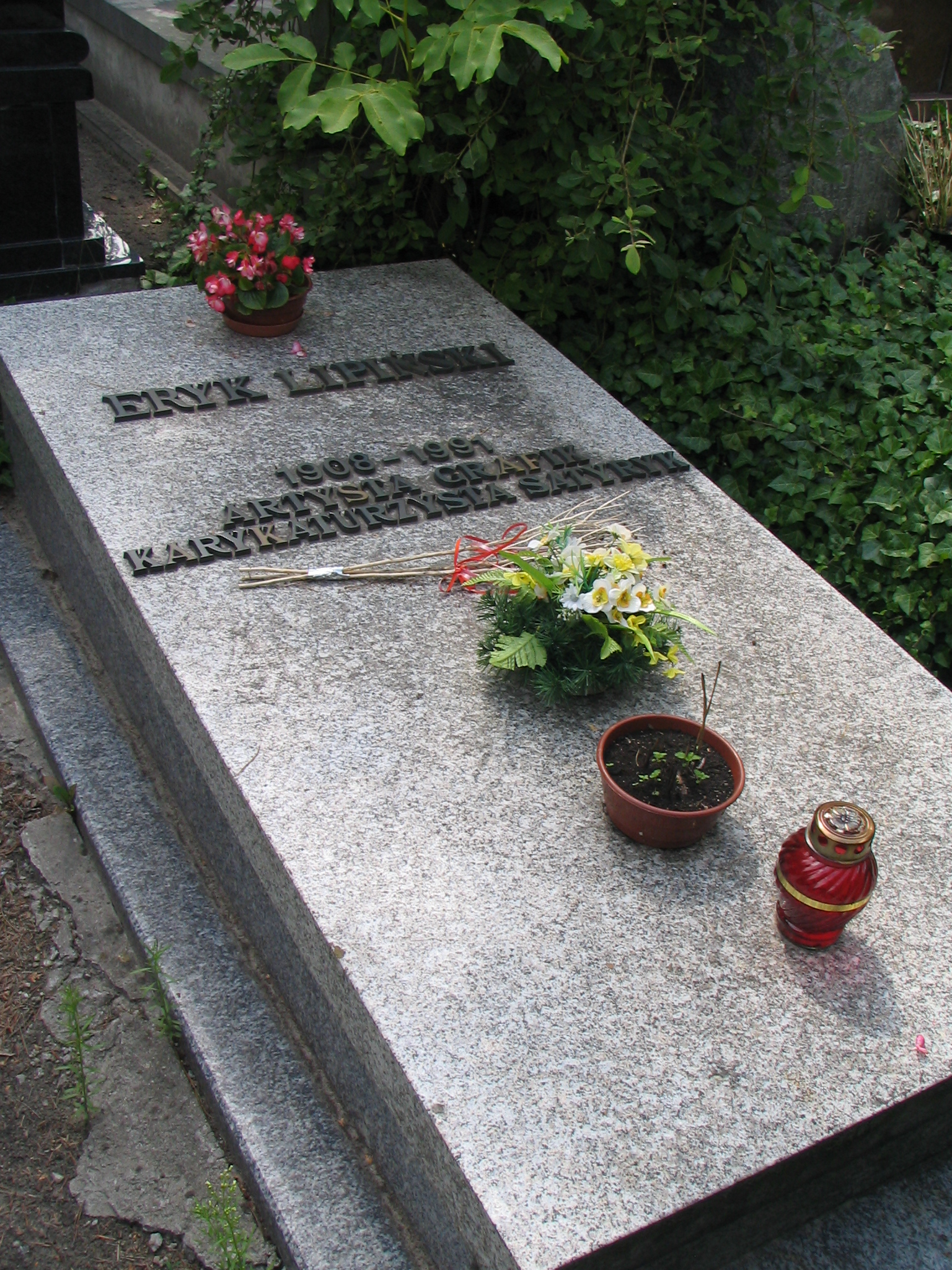
Grób Eryka Lipińskiego na cmentarzu Wojskowym na Powązkach

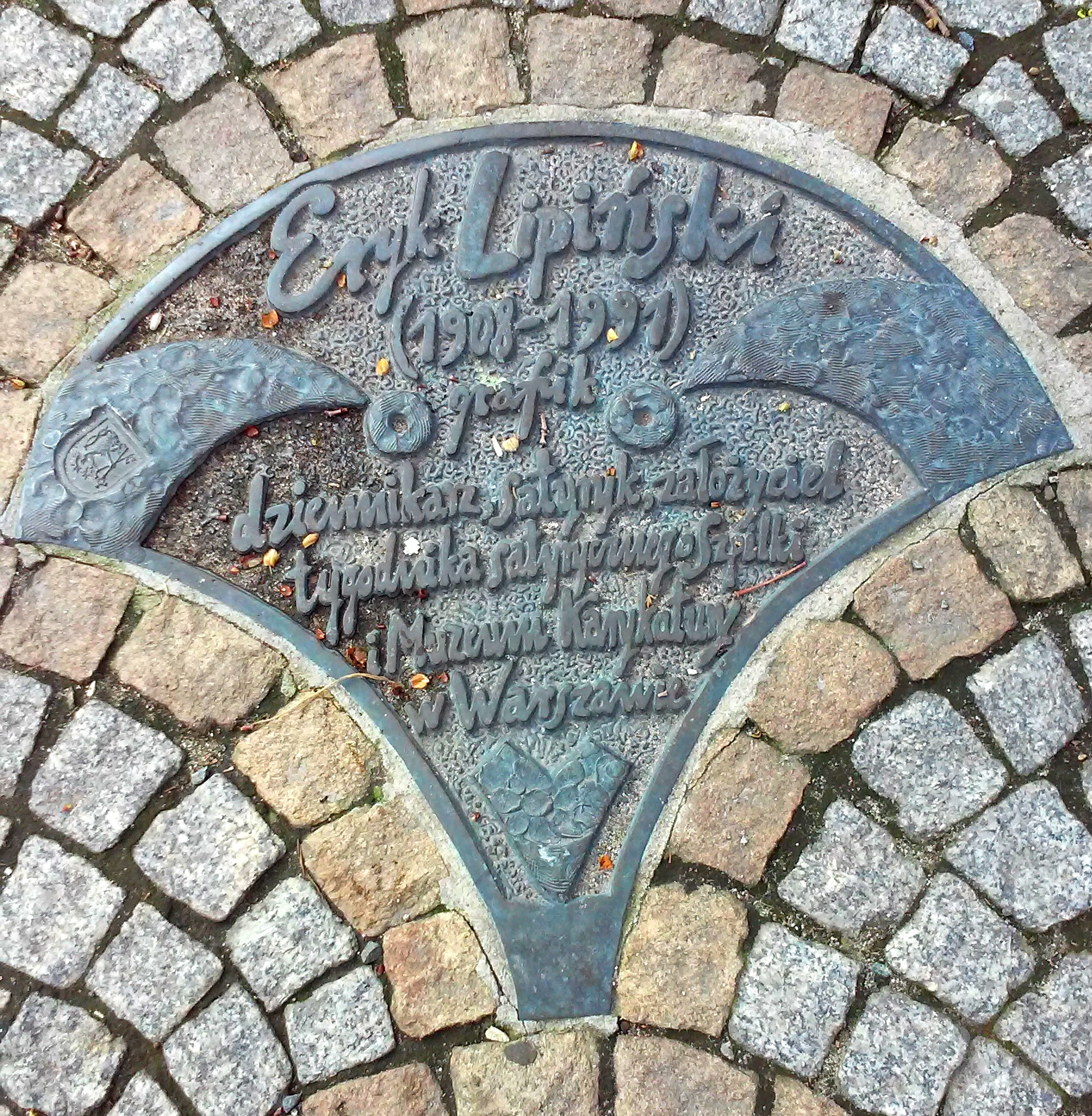
Tablica pamiątkowa w Alei Gwiazd Satyrykonu na głównym deptaku Legnicy (ul. Najświętszej Marii Panny)

Od 14 lipca 1938 jego żoną była Anna Gosławska-Lipińska. Małżeństwo rozwiodło się w latach 50. W 1946 roku urodziła się ich córka Zuzanna, rysowniczka, graficzka, projektantka stron www. W 1955 roku ze związku z Jadwigą Lipowską urodził mu się syn Tomasz – polski muzyk rockowy, lider i współzałożyciel zespołów Brygada Kryzys i Tilt.

## Książki
- 1945: Pożegnanie z Hitlerem
- 1965: Zefirek historii
- 1970: Drzewo szpilkowe
- 1972: erl-69 donosi
- 1977: Zarys dziejów karykatury polskiej, wspólnie z Hanną Górską
- 1983: Warszawa w karykaturze
- 1989: Nowy zefirek historii
- 1990: Pamiętniki

## Ordery i odznaczenia
- Krzyż Komandorski z Gwiazdą Orderu Odrodzenia Polski (1978)
- Order Sztandaru Pracy II klasy (1966)
- Krzyż Oficerski Orderu Odrodzenia Polski
- Złoty Krzyż Zasługi
- Krzyż Oświęcimski (1987)
- Medal Zwycięstwa i Wolności 1945 (1966)
- Medal „Za waszą wolność i naszą” (1966)[13]
- Medal 10-lecia Polski Ludowej
- Odznaka 1000-lecia Państwa Polskiego (1966)
- Odznaka honorowa „Zasłużony dla Kultury Polskiej” (1989)
- Odznaka „Zasłużony Działacz Kultury” (1978)
- Złota Odznaka honorowa „Za Zasługi dla Warszawy”
- Honorowa odznaka Stowarzyszenia Autorów ZAiKS (1978)[14]
- Medal za Zasługi dla Polskiego Ruchu Olimpijskiego (1974)
- Medal Sprawiedliwy wśród Narodów Świata (16 kwietnia 1991)
- inne odznaczenia krajowe i radzieckie[9]

Źródło:.

## Nagrody i wyróżnienia
- 1950 – Państwowa Nagroda Artystyczna III stopnia w dziale plastyki za twórczość w dziedzinie karykatury politycznej[16]
- 1955 – nagroda na Ogólnopolskiej Wystawie Ilustracji, Plakatu i Drobnych Form w Warszawie
- 1956 – nagroda Centralnego Urzędu Kinematografii na Wystawie Plakatu Filmowego w Warszawie
- 1961 – wyróżnienie na Wystawie Plakatu z cyklu „Polskie Dzieł Plastyczne w XV-lecie PRL”
- 1963 – Nagroda Roku w konkursie na „Najlepszy Plakat Warszawy”
- 1965 – nagroda na Międzynarodowej Wystawie Plakatu Filmowego w Wiedniu
- 1966 – Złota Szpilka
- 1972 – Złota Szpilka z Wawrzynem za całokształt twórczości satyrycznej
- 1974 – Nagroda indywidualna RSW „Prasa-Książka-Ruch”[17]
- 1980 – Nagroda Miasta Stołecznego Warszawy
- 1980 – honorowe obywatelstwo miasta Nashville
- 1981 – nagrody „Wybitny artysta roku 1980” przyznanej przez Association of American Editorial Cartoonists
- 1981 – Nagroda I stopnia Ministerstwa Kultury i Sztuki
- 1989 – Złoty Ołówek Satyrykonu ’89 przyznany za całokształt twórczości

Źródło:.

## Upamiętnienie
10 lipca 2002 roku Muzeum Karykatury otrzymało imię Eryka Lipińskiego - swego twórcy i założyciela.
W Alei Gwiazd Satyrykonu na głównym deptaku Legnicy (ul. Najświętszej Marii Panny) umieszczono tablicę pamiątkową poświęconą Erykowi Lipińskiemu.